# Erding járás
Erding járás egy járás Bajorországban. Erding járás Mühldorf am Inn, München, Freising, Landshut, Ebersberg, Vilsbiburg és Wasserburg járásokkal határos. Lakosainak száma 89 190 fő (1987. május 25.).

## Népesség
A járás népessége az elmúlt években az alábbi módon változott:
| Lakosok száma | 34 645 | 40 840 | 44 877 | 66 374 | 78 986 | 128 289 | 130 238 | 133 747 | 135 429 | 137 660 |
|               | 1871   | 1900   | 1925   | 1961   | 1970   | 2012    | 2013    | 2015    | 2016    | 2019    |